# Nowosielce (gromada w powiecie sanockim)
Nowosielce – dawna gromada, czyli najmniejsza jednostka podziału terytorialnego Polskiej Rzeczypospolitej Ludowej w latach 1954–1972.
Gromady, z gromadzkimi radami narodowymi (GRN) jako organami władzy najniższego stopnia na wsi, funkcjonowały od reformy reorganizującej administrację wiejską przeprowadzonej jesienią 1954 do momentu ich zniesienia z dniem 1 stycznia 1973, tym samym wypierając organizację gminną w latach 1954–1972.
Gromadę Nowosielce z siedzibą GRN w Nowosielcach utworzono – jako jedną z 8759 gromad na obszarze Polski – w powiecie sanockim w woj. rzeszowskim na mocy uchwały nr 33/54 WRN w Rzeszowie z dnia 5 października 1954. W skład jednostki weszły obszary dotychczasowych gromad Nowosielce, Jędruszkowce, Pielnia i Pisarowce ze zniesionej gminy Zarszyn w tymże powiecie. Dla gromady ustalono 22 członków gromadzkiej rady narodowej.
W 1971 roku gromada Nowosielce liczyła 2815 mieszkańców, zamieszkujących miejscowości:  Jędruszkowce (211), Nowosielce (1085), Pielnia (806) i Pisarowce (713).
1 sierpnia 1972 z gromady Nowosielce wyłączono wsie Pisarowce i Jędruszkowce, włączając je do gromady Markowce w tymże powiecie.
1 listopada 1972, w związku ze zniesieniem powiatu sanockiego, gromadę włączono do powiatu krośnieńskiego w tymże województwie.
Gromada przetrwała do końca 1972 roku, czyli do kolejnej reformy gminnej.